# Gli eroi di ieri, oggi, domani
Pour plus de détails, voir Fiche technique et Distribution.
Gli eroi di ieri, oggi, domani est une comédie italienne en trois sketches sortie en 1964. Elle est réalisée par Enzo Dell'Aquila, Sergio Tau, Frans Weisz et Fernando Di Leo dont c'est le premier métrage en tant que metteur en scène.
Le premier épisode de Sergio Tau s'intitule Inferno di guerra 17, le second épisode de Fernando Di Leo et Enzo Dell'Aquila Un posto in paradiso tandis que le troisième, sans titre, est réalisé par Franz Weisz.

## Fiche technique
Sauf indication contraire, les informations mentionnées dans cette section peuvent être confirmées par la base de données cinématographiques IMDb,  présente dans la section « Liens externes ».
- Titre original : Gli eroi di ieri, oggi, domani ou I tre magnifici eroi[1].
- Réalisation : Fernando Di Leo, Enzo Dell'Aquila, Sergio Tau, Frans Weisz
- Scénario : Bruno Crimi, Enzo Dell'Aquila, Fernando Di Leo, Sergio Tau
- Photographie : Guido Cosulich De Pecine
- Montage : Renato Poccioni
- Musique : Armando Sciascia (it)
- Décors : Giambattista Salerno
- Costumes : Francesca Saitto, Bernardino Sica[2].
- Production : Alfredo Salvati
- Pays de production :  Italie
- Langue de tournage : italien
- Format : Noir et blanc - 2,35:1
- Durée : 90 minutes (1 h 30[1])
- Genre : Comédie
- Dates de sortie :
  - Italie : 29 juin 1964
  - Allemagne de l'Ouest : 10 juillet 1964

## Distribution
- Giancarlo Cobelli
- Mario Siletti
- Giambattista Salerno
- Maria Monti
- Anna Maestri
- Tilde Simon
- Pina Carezza
- Vittorio Venturoli
- Edda Simionato
- Franco Valobra

## Censure
Moins d'un an après l'approbation de la nouvelle loi sur la censure, un épisode du film a été coupé car il causait « une offense aux bonnes mœurs et au sentiment de pudeur dans la figure d'un ultra-milliardaire Don Juan et dans ses relations avec les femmes de petite vertu".
C'était l'épisode Un posto in paradiso d'Enzo Dell'Aquila et Fernando Di Leo, d'une durée de 33 minutes. Rétrospectivement, les deux réalisateurs commentent la censure de diverses manières. Dell'Aquila : « J'ai trouvé un court article de Fortebraccio (it) dans l'Unità dans lequel on parlait d'un type qui est allé en Amérique parce qu'il réclamait une place au Paradis... il s'était acheté une place au Paradis ! ". Di Leo a déclaré : « Je pense que j'étais le seul réalisateur en Italie à faire un film contre le Vatican sur le trafic d'indulgences, dans I tre magnifici eroi  ».